# Wizytownik

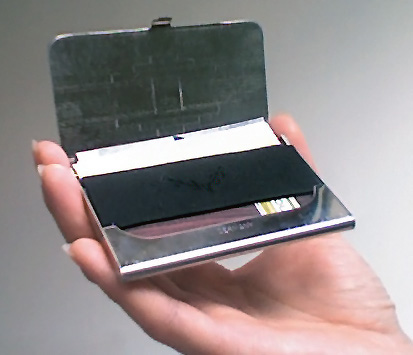
Wizytownik

Wizytownik – przedmiot użytkowy służącymi do przechowywania wizytówek. Może mieć postać pudełka lub segregatora z kieszeniami służącymi do umieszczania wizytówek. Kieszenie wykonuje się zazwyczaj z przezroczystej folii, dzięki czemu wizytówkę można przeczytać bez potrzeby jej wyjmowania. Kieszenie folii pozwalają umieścić wizytówkę do wielkości ok. 9 cm x 5,5 cm (w zależności od obowiązującego w danym kraju standardu wielkości wizytówek). Wizytowniki bywają często opatrzone literowymi przekładkami, co umożliwia alfabetyczne archiwizowanie wizytówek. Wizytownik w firmie jest rodzajem bazy danych o interesujących firmach i osobach do kontaktu. Wizytownik u osób prywatnych jest rodzajem bazy danych dla jego właściciela.